# Klaudiusz, Nikostrat, Kastor i Symforian
Święci Klaudiusz, Nikostrat, Kastor i Symforian, znani także jako Czterech Koronatów – święci Kościoła katolickiego i męczennicy chrześcijańscy.
Klaudiusz z towarzyszami padł ofiarą prześladowań chrześcijan za czasów cesarza Dioklecjana. Wraz z Nikostratem, Kastorem (Kastoriuszem) i Symforianem (Sempronianem) zginęli w Panonii utopieni w rzece za odmowę oddania hołdu bożkowi. Po wydobyciu ciał im przypisywanych i pochówku ich kult rozwinął się w Rzymie. Do tej pory nie wyjaśniono w jakich okolicznościach do Czterech Koronatów dołączono męczennika Symplicjusza (Symplicjana).
Potwierdzenie kultu grupy męczenników znajdujemy w Sacramentarium Gregorianum i Martyrologium Hieronimiańskim. To ostatnie źródło łączyło męczenników z rzymskim wzgórzem Celius, gdzie dokonano translacji ich relikwii z ad Duas Lauros.
Liczne są przykłady ikonografii poświęconej Czterem Koronatom.
Wspomnienie liturgiczne w Kościele katolickim, obchodzone jest 8 listopada.